# Rusinowice
Rusinowice (niem. Ruschinowitz) – wieś sołecka w Polsce położona w województwie śląskim, w powiecie lublinieckim, w gminie Koszęcin.
Przez miejscowość przebiega linia kolejowa Katowice – Lubliniec.
Wieś liczy ok. 1300 mieszkańców. Na jej obszarze funkcjonuje od 1994 roku ośrodek rehabilitacyjno-edukacyjny dla niepełnosprawnych dzieci i młodzieży. Instytucja ta powstała dzięki inicjatywie Episkopatu Polski i amerykańskiej ambasady. Ośrodek prowadzony jest przez gliwicki oddział Caritas.

## Historia
Od końca XVIII w. wieś posiadała własną pieczęć gminną, na której wizerunku przedstawiono konia w biegu w prawo.

## Zabytki
W miejscowości znajduje się stara szkoła z 1898 r., kościół pod wezwaniem Znalezienia Krzyża Świętego i św. Katarzyny. Do parafii, erygowanej w 1985 roku, należy również wieś Piłka.
W miejscowości znajdują się:
- Ochotnicza Straż Pożarna, remiza posiada wieżę obserwacyjną oraz wóz bojowy.
- klub sportowy Dragon Rusinowice.

W pobliżu Rusinowic ulokowany jest rezerwat przyrody Jeleniak Mikuliny.
W sierpniu 2008 przez miejscowość przeszła trąba powietrzna, przez którą zostały zniszczone lub uszkodzone domy mieszkalne i zabudowania gospodarskie.

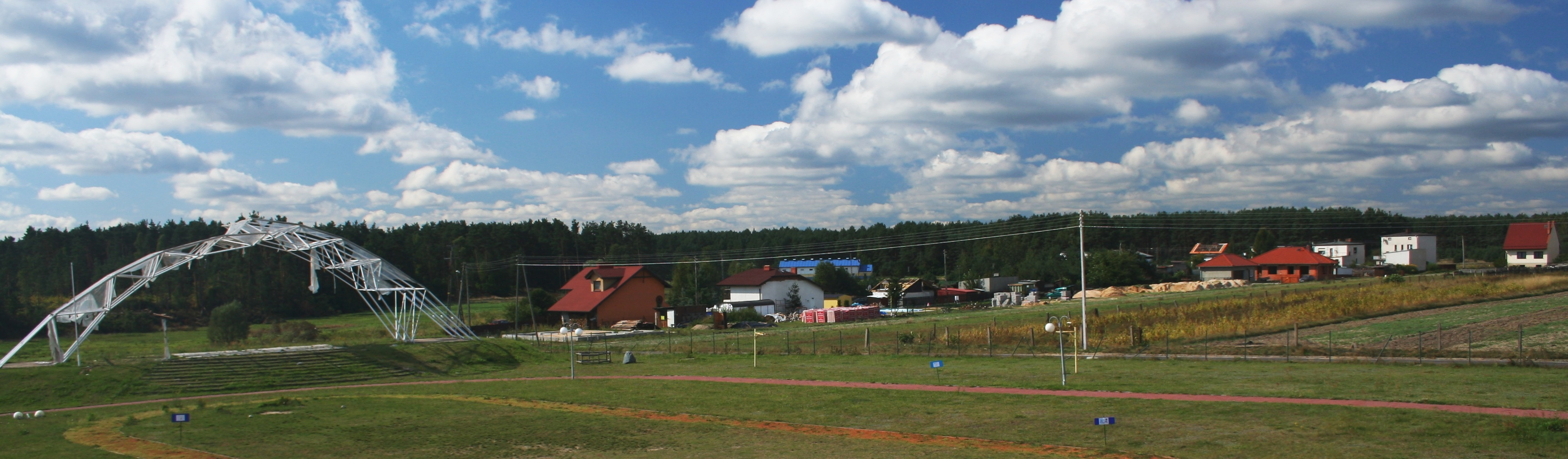
Fragment Rusinowic – odbudowane po tornadzie domy
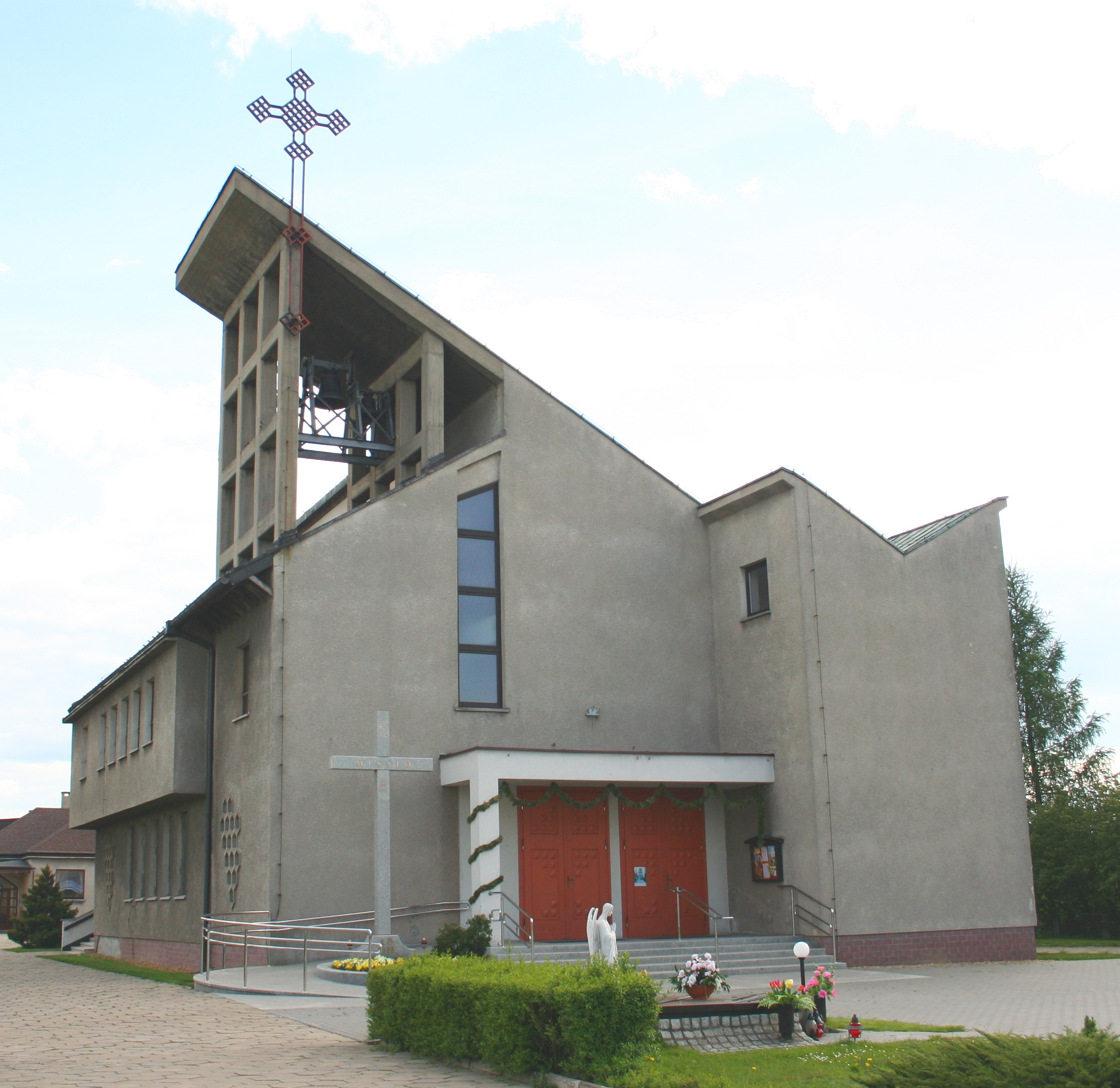
Kościół Znalezienia Krzyża Świętego i św. Katarzyny w Rusinowicach
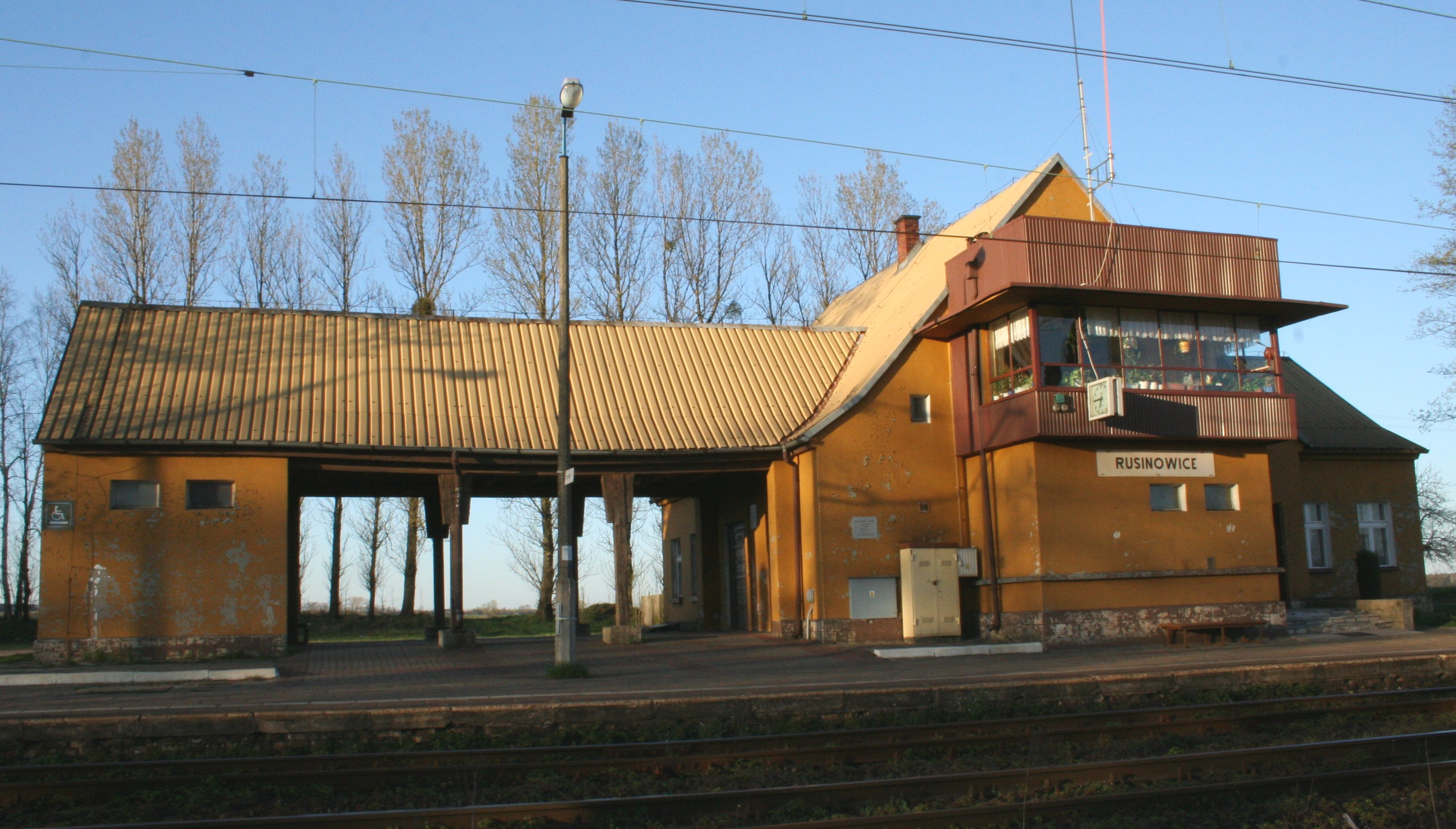
Stacja kolejowa
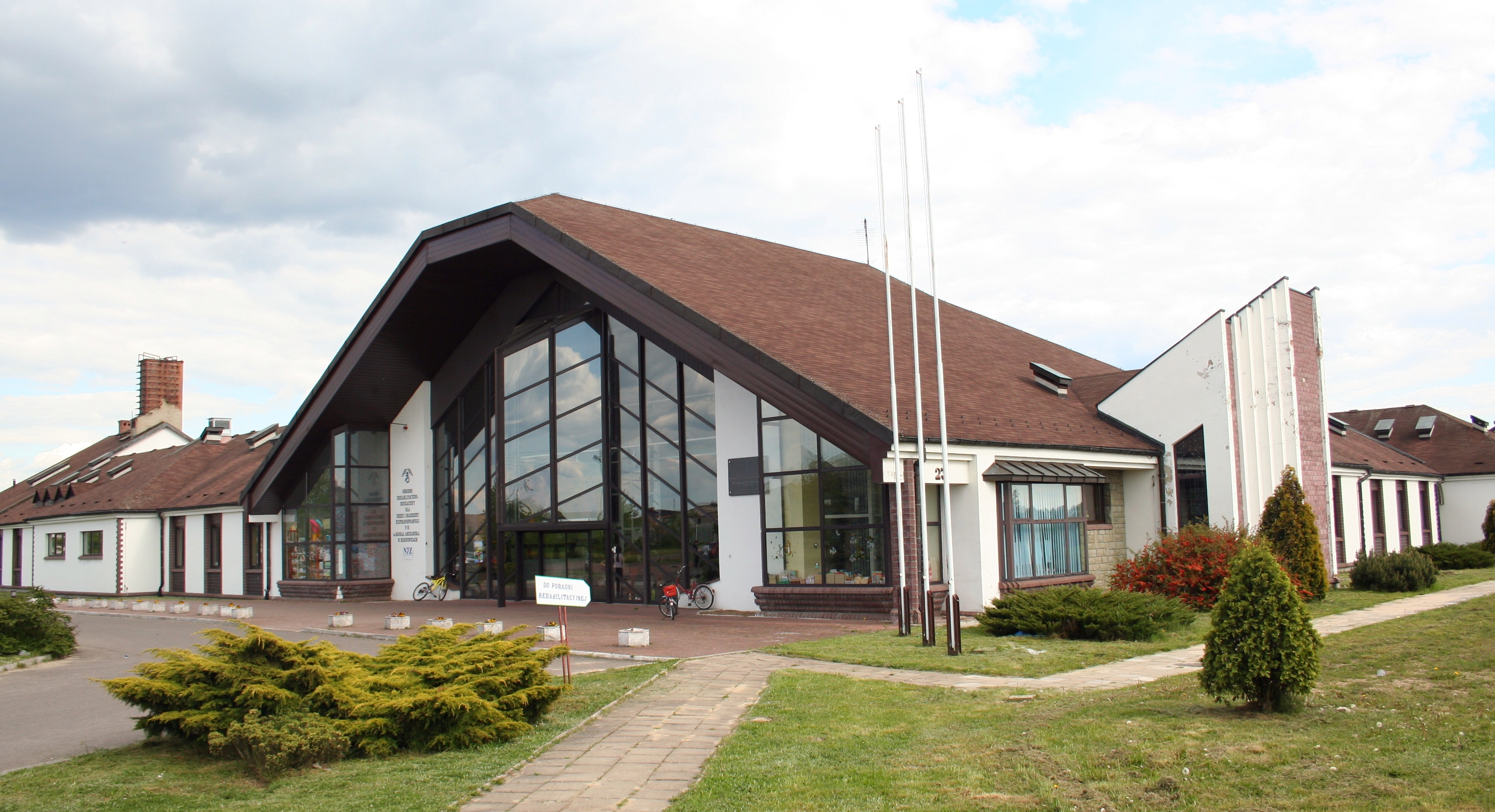
Ośrodek rehabilitacyjno-edukacyjny